# ШСГ-ФА
Шауляйська спортивна гімназія-футбольна академія або просто ШСГ-ФА (лит. Šiaulių sporto gimnazija-Futbolo akademija „Šiauliai“) — литовський жіночий футбольний клуб з міста Шяуляй, який виступає у вищому дивізіоні жіночого чемпіонату Литви (А-ліга).

## Історія
Клубна історія розпочинається зі створення Шяуляйської академії футболу.

### 2015
У 2015 році жіноча команда академії взяла участь у Першій лізі Литви, де увійшла до групи чотирьох найсильніших команд турніру.

### 2016
У 2016 році жіноча команда «Акменес», а також команди спортивної гімназії Шяуляя та Академії футболу Шяуляй об’єдналися в один клуб. У 2016 році об'єднана команда взяла участь у розіграші А-ліги та інших турнірах, організованих Литовської футбольною асоціацією.

### 2017—наш час
У 2017 році представники «Науджої Акмене» вийшли з визе вказаного об'єднання. Клуб представляв лише спортивну гімназію Шяуляя та футбольну академію Шяуляй.
У 2018 році команда фінішувала на 4-му місці в чемпіонаті Литви.
У 2019 році ШСГ-ФА взяла участь у жіночій А-лізі.

## Досягнення
- Перша ліга Литви
  -  Чемпіон (1): 2015

## Назва клубу, логотип та кольори

### Логотип
Команда використовує логотип Футбольної академії Шяуляй.

### Форма
Основна форма клубу — червоні футболки, шорти та шкарпетки.
Запасна форма — зелені шорти, жовта сорочка та жовті шкарпетки.
| Червоний | Жовтий | Зелений | Чорний |

Виробники форми
- Hummel

## Статистика виступів у національних турнірах
| Сезон | Див. | Ком. | Міс. |
| ----- | ---- | ---- | ---- |
| 2015  | Д2   | 13   | 1    |
| 2016  | Д1   | 6    | 5    |
| 2017  | Д1   | 6    | 5    |
| 2018  | Д1   | 5    | 4    |
| 2019  | Д1   | 5    | 4    |

Примітки
- Ком. = Кількість команд
- Міс. = Місце в чемпіонаті

## Відомі гравці
- Тетяна Вержбицька

## Відомі тренери
- Тетяна Вержбицька